# Łunochod 3

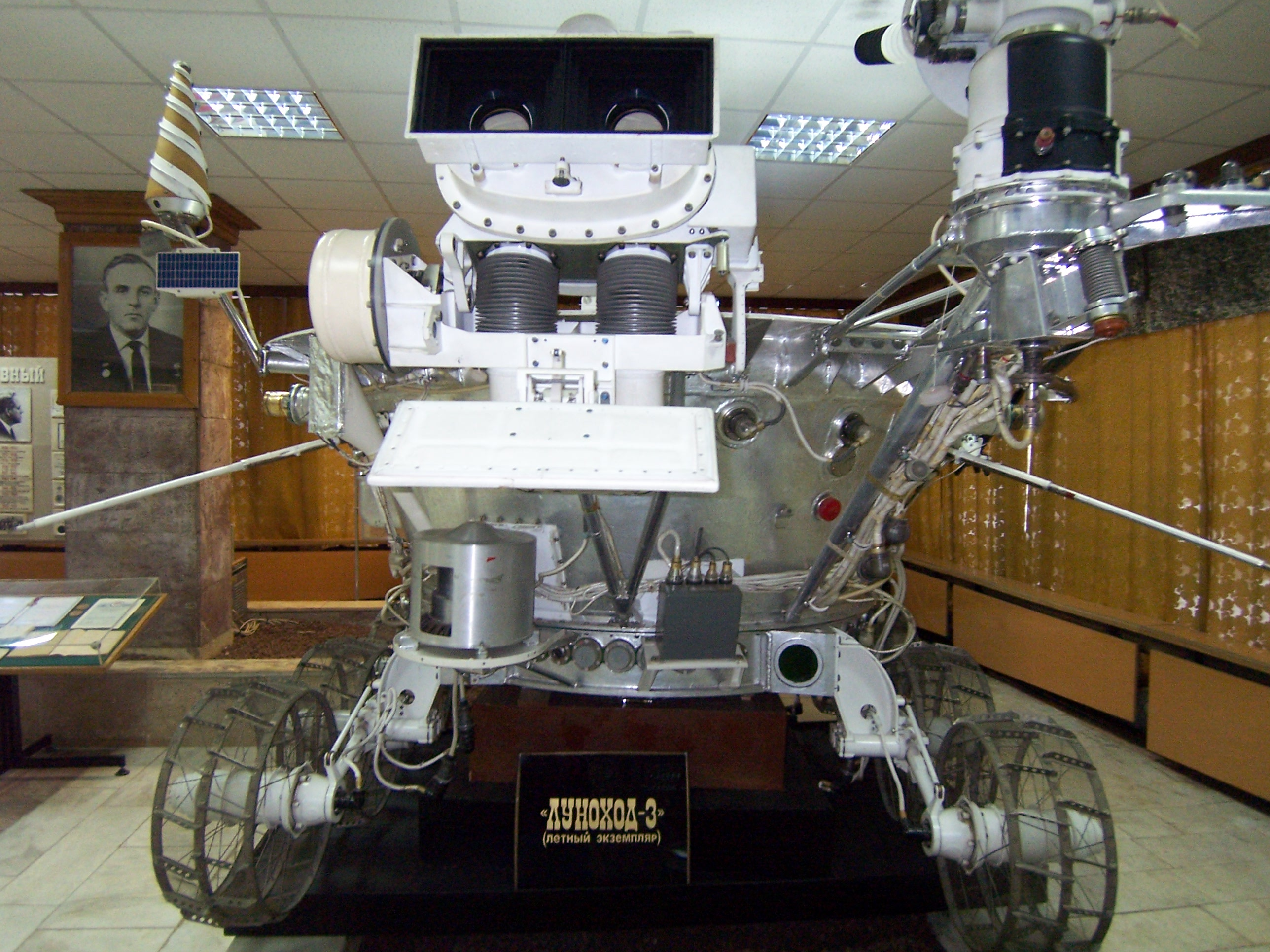
Przód Łunochoda 3

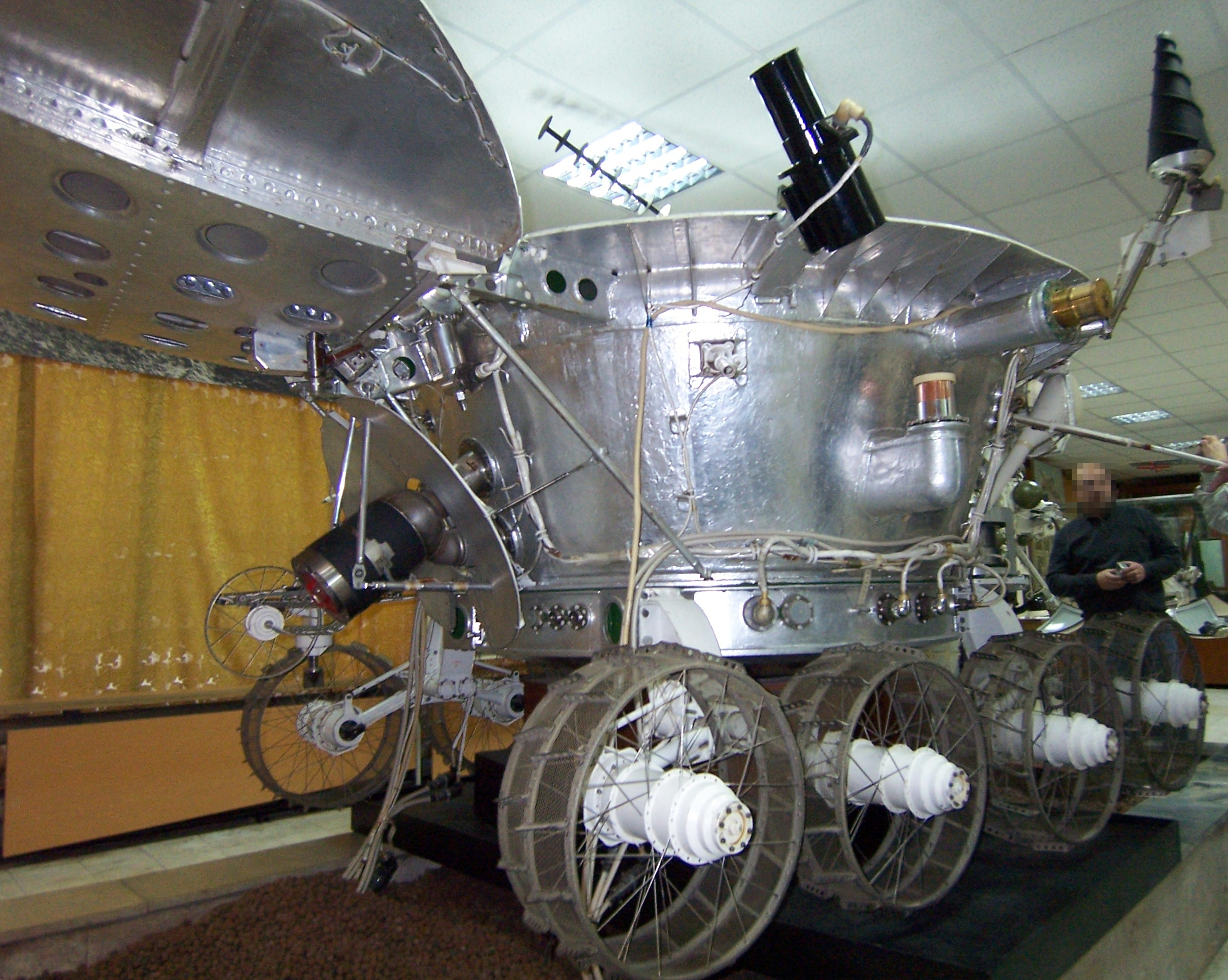
Łunochod 3 od tyłu

Łunochod 3 (ros. Луноход - Chodzący po Księżycu) – czwarty (oficjalnie trzeci) pojazd z radzieckiej serii Łunochod. Miał zostać dostarczony na Księżyc w 1977 roku w ramach misji Łuna 25, jednak misja ta została anulowana i łazik pozostał na Ziemi.
Łunochod 3 różnił się od swoich trzech poprzedników przede wszystkim umieszczeniem przednich kamer na specjalnej platforemce umożliwiającej opuszczanie ich i podnoszenie oraz możliwością transmisji zdjęć z obu kamer stereoskopowych jednocześnie (Łunochody 201, 1 i 2 takiej funkcji nie posiadały - ich kamery były co prawda ze sobą połączone, ale przesył zdjęć z kilku podzespołów naraz nie był możliwy). Ponadto łazik, w odróżnieniu od swoich poprzedników, był pomalowany na kolor srebrny (poprzednie Łunochody były koloru białego).
Łunochod 3 jest obecnie eksponatem w muzeum w Instytucie Ławoczkina, w mieście Chimki (obwód moskiewski).